# جامعة وادي النيل (مصر)
جامعة وادي النيل هي جامعة مصرية خاصة في الفيوم، أصدر رئيس الجمهورية قرار إنشاءها رقم 437 لسنة 2021.

## الكليات
تتكون الجامعة من كليات:
- الصيدلة الإكلينيكية والتصنيع الدوائي
- طب الأسنان
- العلوم التطبيقية